# Antonio Bulhões
Antonio Carlos Martins de Bulhões (Rio de Janeiro, 5 de maio de 1968) é um bispo neopentecostal e político brasileiro, ligado à Igreja Universal do Reino de Deus e filiado ao Republicanos, em seu terceiro mandato como deputado federal por São Paulo.

## Biografia
Por nove anos, Bulhões apresentou o programa Fala que Eu Te Escuto, na Rede Record, além do Retrato de Família, na Record News.
Entre 7 de fevereiro de 2012 e 1 de fevereiro de 2013, Bulhões foi o líder do Partido Republicano Brasileiro (PRB) na Câmara.
Votou a favor do Processo de impeachment de Dilma Rousseff. Já durante o Governo Michel Temer, votou a favor da PEC do Teto dos Gastos Públicos. Em abril de 2017 foi favorável à Reforma Trabalhista. Em agosto de 2017 votou contra o processo em que se pedia abertura de investigação do então presidente Michel Temer, suspendendo a denúncia do Ministério Público Federal. Na sessão do dia 25 de outubro de 2017, o deputado, mais uma vez, votou contra o prosseguimento da investigação do então presidente Michel Temer, acusado pelos crimes de obstrução de Justiça e organização criminosa. O resultado da votação suspendeu  a denúncia por parte do Supremo Tribunal Federal (STF).